# Orbitophaga
Orbitophaga es un género de foraminífero bentónico considerado un sinónimo posterior de Thalamophaga de la familia Hospitellidae, del duborden Allogromiina y del orden Allogromiida. Su especie tipo era Thalamophaga ramosa. Su rango cronoestratigráfico abarcaba el Holoceno.

## Clasificación
Orbitophaga incluía a la siguiente especie:
- Orbitophaga ramosa